# Kapele na Bajskom groblju u Subotici
'
Kapele na Bajskom groblju  su katoličke kapele Subotici koje su spomenici kulture. Nalazi se na adresi Bajski vinogradi br. 26, na Bajskom groblju.
Kapele koje su spomenici kulture su:
- kapela Almassy - Antunović, 1879. (zopf stil, projektirao Tit Mačković)
- Vojnić kapela, 1879. (neogotika u izvornom obliku, projektirao Tit Mačković)
- kapela Vuković - Marton, 1901. (neorenesansa, elementi secesije, projektirao Géza Kocka)
- svećenička kapela (Kertes), 1901. (secesija s orijentalnim stilom)
- kapela Balogh iz 1903. (eklektika, projektirao Mátyás Salga)
- Peić kapela, 1903. (neogotika, projektirao Géza Kocka)
- Dulić kapela, 1906.  (neogotika, projektirao Mátyás Salga)
- kapela Deak, 1911. (neorenesansa, elementi secesije)
- kapela Lichtnekert, 1913. (neogotika, navjerojatnije je projektirao Tit Mačković)
- kapela Vereš - Matyas, 1928.  (neoromanika, projektirao István Vacy)